# Pokretonka (przystanek kolejowy)
Pokretonka (lit. Pakretuonė, ros. Пакрятуоне) – przystanek kolejowy w lasach pomiędzy miejscowościami Pokretonka i Mąplezir, w rejonie święciańskim, na Litwie. Leży na linii dawnej Kolei Warszawsko-Petersburskiej.